# Lac Virgule
Pour les articles homonymes, voir Virgule (homonymie).
Le lac Virgule est un lac situé au nord de la presqu'île de la Société de géographie dans les îles Kerguelen des Terres australes et antarctiques françaises (TAAF).

## Géographie

### Situation
Le lac Virgule est situé au nord de la presqu'île de la Société de géographie, à environ 40 m d'altitude, dans une longue dépression située au pied du mont Pietri (culminant à 941 m). De forme très allongée, il fait environ 2 km de longueur et 470 m de largeur maximales, pour 0,7 km2 de superficie totale. Il est alimenté par les eaux de pluie et de fonte des neiges des montagnes environnantes et son exutoire, situé au nord, se jette par une courte cascade directement dans l'océan Indien dans la baie du Français.

### Toponymie
Le lac doit son nom – attribué en 1967 par la commission de toponymie des îles Kerguelen – à sa forme caractéristique.